# Metropolitan Police Department of the District of Columbia
Metropolitan Police of the District of Columbia (förkortning: MPDC eller MPD) är den lokala polismyndigheten med primärt ansvar för upprätthållande av allmän ordning och säkerhet i USA:s huvudstad Washington, D.C.
MPDC upprätthåller inom sin jurisdiktion både federala lagar antagna av USA:s kongress och lokala föreskrifter beslutade av Council of the District of Columbia.

## Organisation

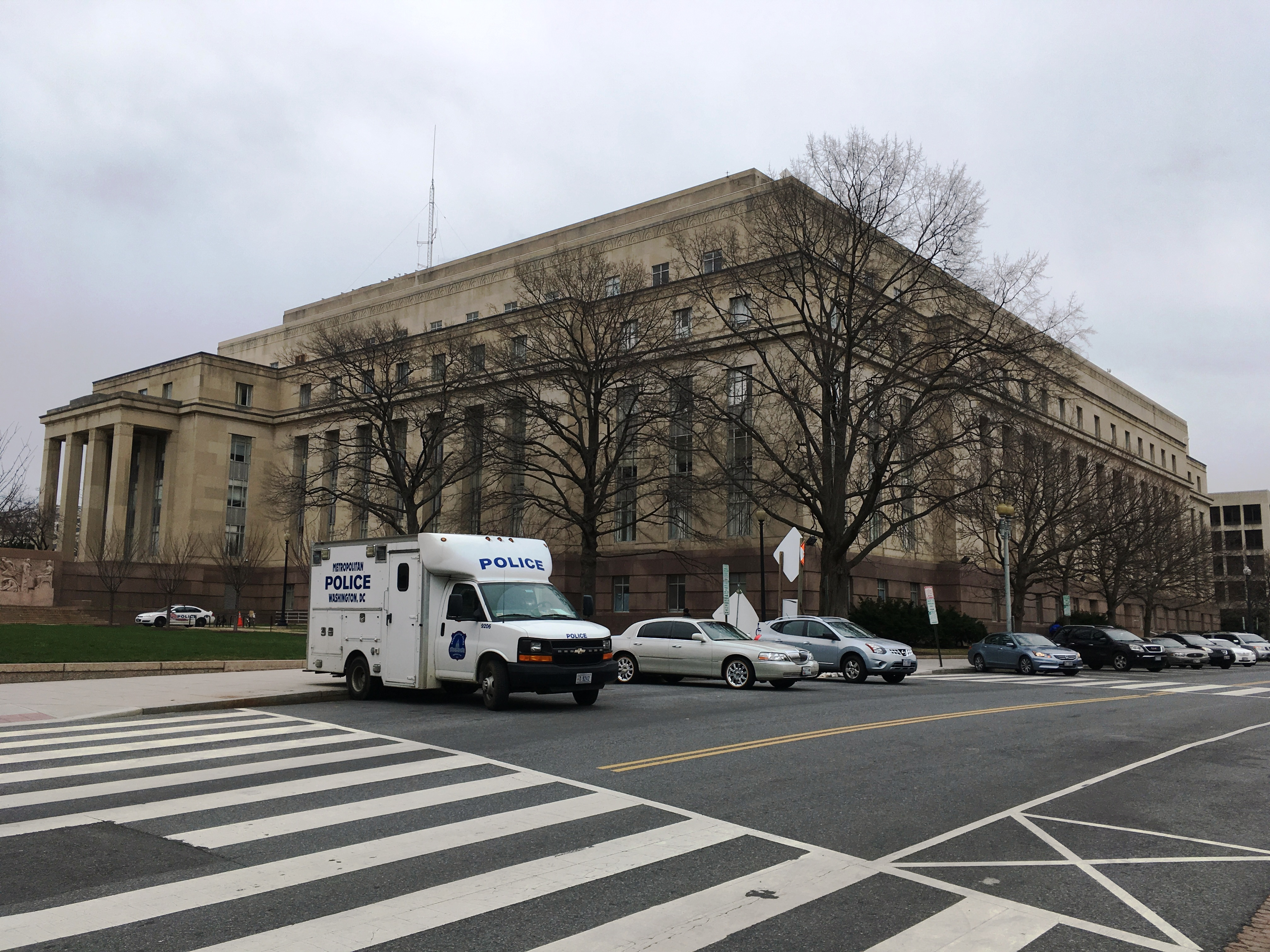
MPDC:s högkvarter inryms i Henry Daly Building vid Judiciary Square.

Politiskt ansvarig för MPDC är Washington, DC:s borgmästare och under denne finns en professionell polischef som leder hela styrkan. MPDC är unikt såtillvida att det fungerar som en lokal polismyndighet under den folkvalda borgmästaren under federal jurisdiktion, samt att MPDC också fullgör roller som på annat håll i USA utförs av delstatliga och federala polismyndigheter.
Under 2008 hade MPDC 3 742 heltidsanställda polismän, vilket gjorde MPDC numerärt till den 11:e största lokala polisstyrkan i USA. MPDC har till sitt förfogande en mängd specialenheter: Emergency Response Team (motsvarande SWAT), kravallpolis, hundenhet, båtar för patullering längs Anacostia och Potomacfloden, helikopter, bombenhet och kriminalpolis.
Sedan dess grundande 1861 har 122 polismän tillhörande MPDC avlidit i tjänsten, varav 61 skjutits ihjäl.

### Kontext
MPDC är en av mer än 30 olika polisorganisationer som finns i Washington, D.C. men är den enda uniformerade styrkan i District of Columbia med ansvar för allmän ordning och säkerhet som inte har ett mer avgränsat uppdrag.
Exempel på annan uniformerad polis i staden är U.S. Capitol Police som har till uppgift att bevaka USA:s kongress och tillhörande områden. Ytterligare en poliskår är U.S. Park Police som bevakar National Mall (inklusive monumenten) och Rock Creek Park, även med ridande polis. Den uniformerade avdelningen inom U.S. Secret Service bevakar området kring Vita huset, vicepresidentens residens samt utländska staters beskickningar.
MPDC har ett ömsesidigt avtal om att kunna ge stöd till och att kunna ta emot förstärkningar från andra lokala polismyndigheter i Maryland och Virginia i Washingtons storstadsområde i händelse av allvarligare art då de egna resurserna är uttömda eller riskerar att göra det.

## Se även

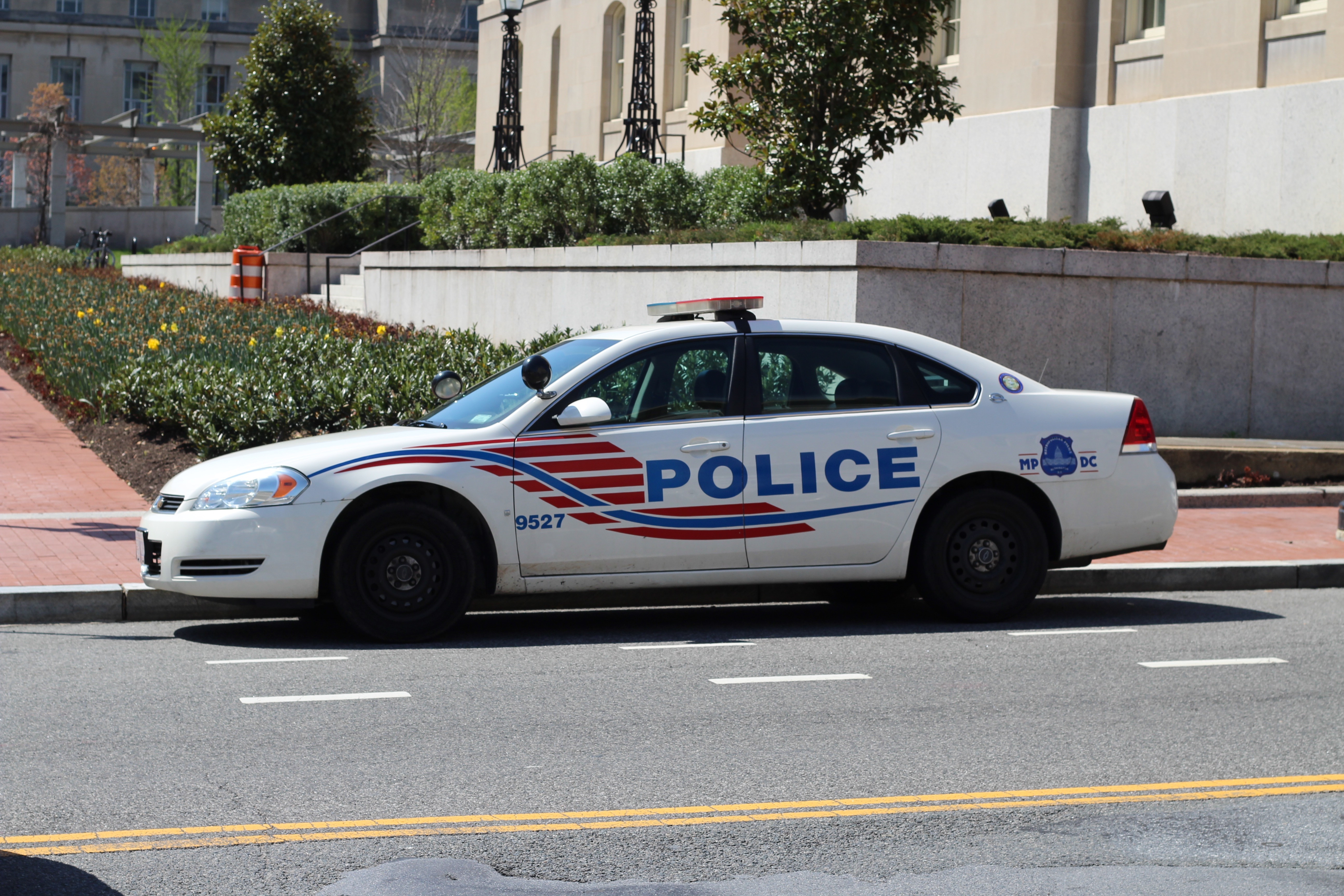
Polisfordon tillhörande MPDC av typ Chevrolet Impala.

## Gradbeteckningar och uniform

Polismän och U.S. Secret Service omringar attentantsmannen John Hinckley, Jr. vid en polisbil från
MPD efter mordförsöket på USA:s president Ronald Reagan, 30 mars 1981.

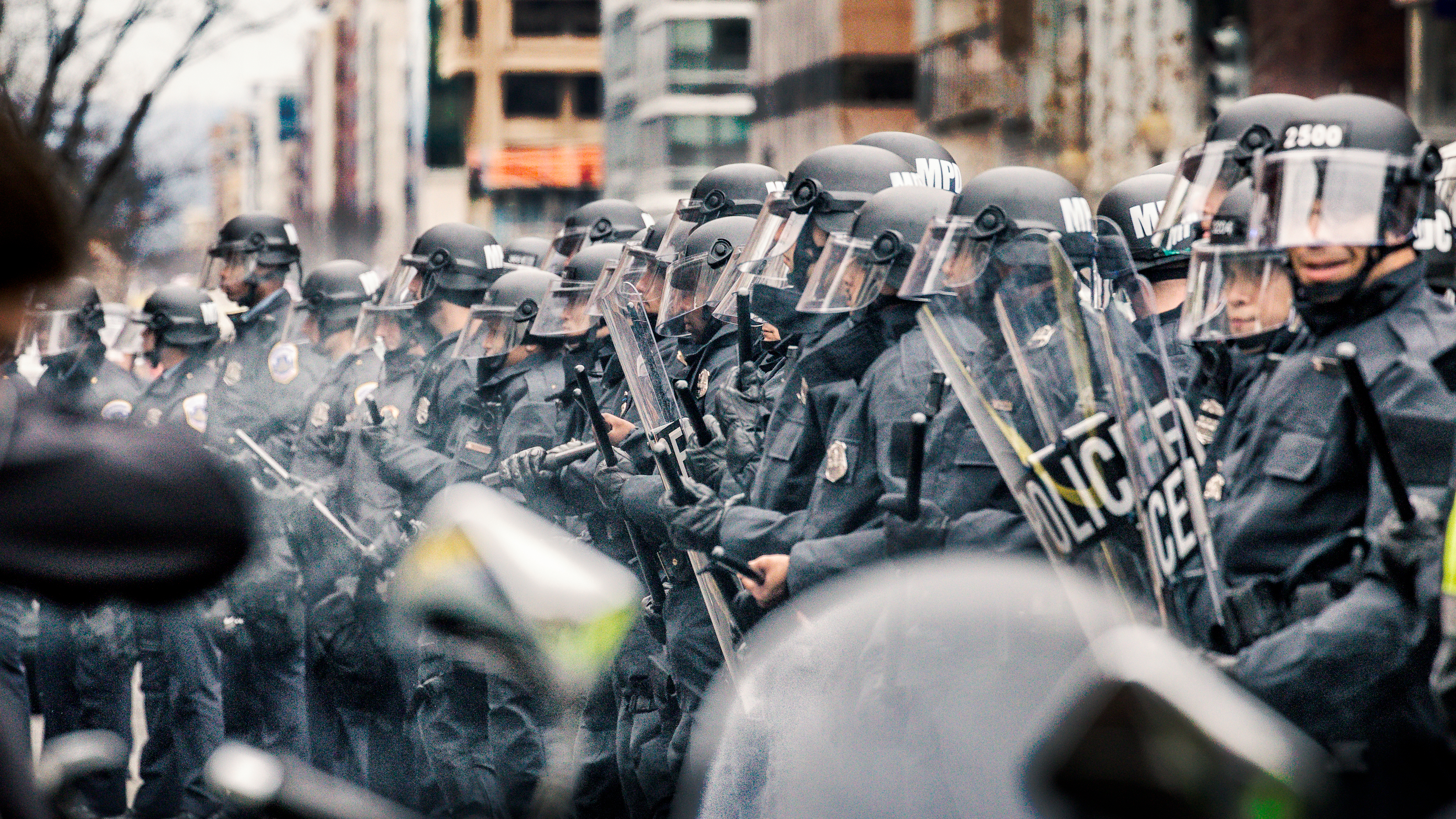
Kravallutrustad polis från MPDC vid presidentinstallationen 2017.

| Titel                 | Gradbeteckning | Uniform                     | Polisbricka  |
| --------------------- | -------------- | --------------------------- | ------------ |
| Chief of Police       |                | Vit skjorta, blå byxor      | Gyllene      |
| Patrol Chief          |                | Vit skjorta, blå byxor      | Gyllene      |
| Assistant Chief       |                | Vit skjorta, blå byxor      | Gyllene      |
| Commander             |                | Vit skjorta, blå byxor      | Gyllene      |
| Inspector             |                | Vit skjorta, blå byxor      | Gyllene      |
| Captain               |                | Vit skjorta, blå byxor      | Gyllene      |
| Lieutenant            |                | Vit skjorta, blå byxor      | Gyllene      |
| Sergeant              |                | Blå skjorta, blå byxor      | Gyllene      |
| Master Patrol Officer |                | Blå skjorta, blå byxor      | Silverfärgad |
| Officer First Class   |                | Blå skjorta, blå byxor      | Silverfärgad |
| Officer               | Inga insignier | Blå skjorta, blå byxor      | Silverfärgad |
| Recruit officer       | Inga insignier | Tanfärgad skjorta och byxor | Ingen        |